# Mistrzostwa NCAA Division I w Zapasach w 1980
Mistrzostwa NCAA Division I w zapasach rozgrywane były w Corvallis w dniach 13–15 marca 1980 roku. Zawody odbyły się w Oregon State Coliseum, na terenie Uniwersytetu Stanu Oregon.

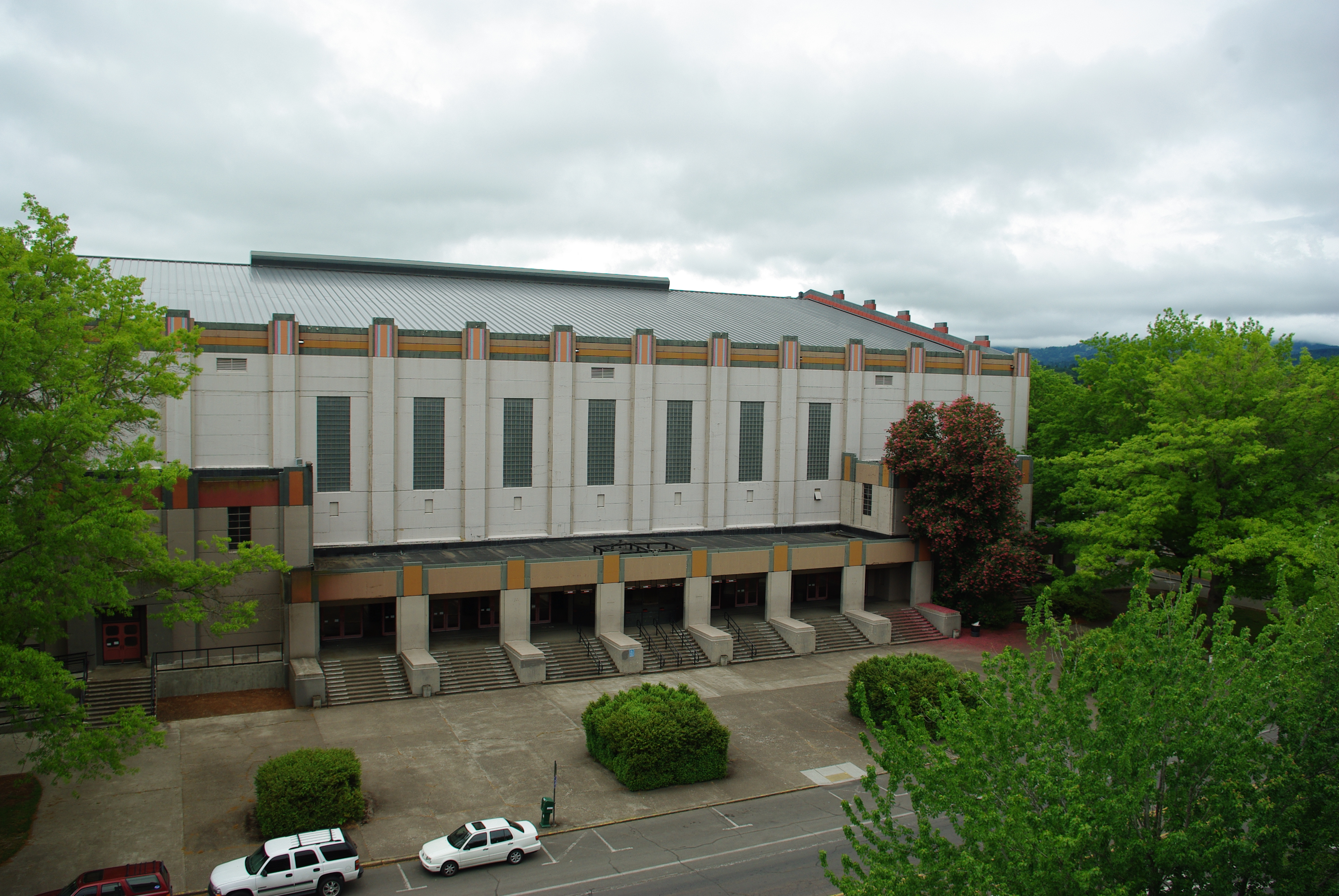
Hala

- Outstanding Wrestler – Howard Harris

## Wyniki

### Drużynowo
| Kolejność | Szkoła                          | Zespół         |
| --------- | ------------------------------- | -------------- |
| 1.        | University of Iowa              | Hawkeyes       |
| 2.        | Oklahoma State University       | Cowboys        |
| 3.        | Iowa State University           | Cyclones       |
| 4.        | University of Oklahoma          | Sooners        |
| 5.        | Arizona State University        | Sun Devils     |
| 6.        | Lehigh University               | Mountain Hawks |
| 7.        | University of Wisconsin-Madison | Badgers        |
| 8.        | North Carolina State University | Wolfpack       |

### All American

#### 118 lb
| Lp. | Zawodnik     | Szkoła                |
| --- | ------------ | --------------------- |
| 1.  | Joe Gonzales | Cal State Bakersfield |
| 2.  | Dan Glenn    | Iowa                  |
| 3.  | Jim Zenz     | North Carolina State  |
| 4.  | Gary Fischer | California Poly-State |
| 5.  | Mike Picozzi | Iowa State            |
| 6.  | Rich Santoro | Lehigh                |
| 7.  | Tony Leonino | Auburn                |
| 8.  | Mark Zimmer  | Wisconsin             |

#### 126 lb
| Lp. | Zawodnik         | Szkoła                   |
| --- | ---------------- | ------------------------ |
| 1.  | John Azevedo     | Cal State Bakersfield    |
| 2.  | Jerry Kelly      | Oklahoma State           |
| 3.  | Ricky Dellagatta | Kentucky                 |
| 4.  | Eddie Ortiz      | Arizona State            |
| 5.  | Byron McGlathery | Tennessee at Chattanooga |
| 6.  | Mike Giustizia   | Tennessee                |
| 7.  | Khris Whelan     | Missouri                 |
| 8.  | Jeff Thomas      | Michigan State           |

#### 134 lb
| Lp. | Zawodnik       | Szkoła         |
| --- | -------------- | -------------- |
| 1.  | Randy Lewis    | Iowa           |
| 2.  | Darryl Burley  | Lehigh         |
| 3.  | Derek Glenn    | Kolorado       |
| 4.  | Buddy Lee      | Old Dominion   |
| 5.  | Thomas Landrum | Oklahoma State |
| 6.  | Harlan Kistler | UCLA           |
| 7.  | Jim Gibbons    | Iowa State     |
| 8.  | Mike Bauer     | Oregon State   |

#### 142 lb
| Lp. | Zawodnik       | Szkoła                |
| --- | -------------- | --------------------- |
| 1.  | Lee Roy Smith  | Oklahoma State        |
| 2.  | Andre Metzger  | Oklahoma              |
| 3.  | Bill Cripps    | Arizona State         |
| 4.  | Lenny Zalesky  | Iowa                  |
| 5.  | Doug Parise    | Temple                |
| 6.  | Dave Brown     | Iowa State            |
| 7.  | Denny Reed     | Lehigh                |
| 8.  | Jeff Barksdale | California Poly-State |

#### 150 lb
| Lp. | Zawodnik       | Szkoła                     |
| --- | -------------- | -------------------------- |
| 1.  | Andy Rein      | Wisconsin                  |
| 2.  | Scott Bliss    | Oregon                     |
| 3.  | King Mueller   | Iowa                       |
| 4.  | Roger Frizzell | Oklahoma                   |
| 5.  | Mike Elliott   | California State-Fullerton |
| 6.  | Fred Boss      | Central Michigan           |
| 7.  | Tony Surage    | Rutgers                    |
| 8.  | Tony Caravella | Bloomsburg                 |

#### 158 lb
| Lp. | Zawodnik        | Szkoła         |
| --- | --------------- | -------------- |
| 1.  | Ricky Stewart   | Oklahoma State |
| 2.  | William Smith   | Morgan State   |
| 3.  | Isreal Sheppard | Oklahoma       |
| 4.  | Tom Pickard     | Iowa State     |
| 5.  | Dan Zilverberg  | Minnesota      |
| 6.  | Mike Terry      | Wisconsin      |
| 7.  | Mark Stevenson  | Iowa           |
| 8.  | Jim Reilly      | Lehigh         |

#### 167 lb
| Lp. | Zawodnik        | Szkoła               |
| --- | --------------- | -------------------- |
| 1.  | Matt Reiss      | North Carolina State |
| 2.  | Perry Hummel    | Iowa State           |
| 3.  | Dave Evans      | Wisconsin            |
| 4.  | John Reich      | Navy                 |
| 5.  | Lee Spiegel     | Rhode Island         |
| 6.  | Brad Bitterman  | Northern Michigan    |
| 7.  | Jamie Milkovich | Auburn               |
| 8.  | Doug Anderson   | Iowa                 |

#### 177 lb
| Lp. | Zawodnik        | Szkoła         |
| --- | --------------- | -------------- |
| 1.  | Ed Banach       | Iowa           |
| 2.  | Dave Allen      | Iowa State     |
| 3.  | Colin Kilrain   | Lehigh         |
| 4.  | Charlie Heller  | Clarion        |
| 5.  | Steve Fraser    | Michigan       |
| 6.  | Ben Hill        | Tennessee      |
| 7.  | Gary Germundson | Oklahoma State |
| 8.  | Dave Severn     | Arizona State  |

#### 190 lb
| Lp. | Zawodnik       | Szkoła           |
| --- | -------------- | ---------------- |
| 1.  | Noel Loban     | Clemson          |
| 2.  | Dan Severn     | Arizona State    |
| 3.  | Lou DiSerafino | Rider            |
| 4.  | Mike Mann      | Iowa State       |
| 5.  | Geno Savegnago | Eastern Illinois |
| 6.  | Mitch Hull     | Wisconsin        |
| 7.  | Mike Brown     | Lehigh           |
| 8.  | Joe Atiyeh     | Louisiana State  |

#### UNL
| Lp. | Zawodnik          | Szkoła             |
| --- | ----------------- | ------------------ |
| 1.  | Howard Harris     | Oregon State       |
| 2.  | Bruce Baumgartner | Indiana State      |
| 3.  | Dean Phinney      | Iowa               |
| 4.  | Mike Haschak      | UCLA               |
| 5.  | Steve Williams    | Oklahoma           |
| 6.  | Harold Smith      | Kentucky           |
| 7.  | Ron Essink        | Grand Valley State |
| 8.  | Jeff Golz         | Ohio State         |